# Nella città l'inferno
Nella città l'inferno è un film del 1959 diretto da Renato Castellani.

## Trama
Lina, ingenua ragazza veneta trasferitasi a Roma, è accusata di un furto avvenuto nella casa in cui lavora come domestica. Senza capire che il ladro è in realtà il suo "fidanzato", è arrestata e condotta nella prigione femminile delle "Mantellate", dove subisce la personalità di Egle, una detenuta ormai avvezza al carcere, che la prende sotto la sua protezione. Per la sprovveduta Lina l'esperienza della detenzione è inizialmente sconvolgente. In un drammatico confronto il suo "fidanzato", in realtà un truffatore, le addebita ogni colpa, anche se il giudice non gli crede.
Riconosciuta infine innocente, Lina torna in libertà, ma è ormai un'altra persona, trasformata dalla dura esperienza carceraria. Nel frattempo Egle coinvolge Marietta, detenuta che sogna di sposare uno sconosciuto che ha visto dalle sbarre della cella. Lina, ormai donna "di vita", viene nuovamente arrestata, ma adesso è diventata spavalda e beffarda ed entra in conflitto con Egle, che la rimprovera per aver buttato via la sua vita. Egle però capisce di essere anche lei responsabile per la sorte di Lina. Nel frattempo Marietta riesce ad incontrare il suo amato Piero e riacquista la fiducia nel suo futuro. Probabilmente per lei inizia una nuova vita e non ritornerà mai più in carcere.

## Realizzazione del film

### Soggetto e sceneggiatura
Il film è tratto dal romanzo Roma, via delle Mantellate, pubblicato nel 1953 da Isa Mari (pseudonimo di Luisa Rodriguez Mercurio, figlia dell'attore e regista del tempo del muto Febo Mari ) ed è basato su una personale esperienza dell'autrice che per motivi politici era stata rinchiusa in quel carcere per 8 mesi. Esso però si differenzia alquanto dal testo letterario che è caratterizzato da un andamento corale, senza vere e proprie protagoniste. Il libro fu ripubblicato nel 1958 in occasione dell'uscita del film, assumendone il titolo.
Quando Castellani (dopo aver rinunciato all'idea di un film sulla vita di Paolina Borghese) e Suso Cecchi D'Amico presero in considerazione il testo della Mari, passarono molte settimane a documentarsi, sia in Tribunale per assistere ai processi, sia nelle carceri per incontrare detenuti.

### Produzione
Nella città l'inferno venne girato interamente in interni presso gli stabilimenti romani SAFA di via Mondovì, tra ottobre e dicembre 1958 e fu il primo film prodotto dalla "Riama Film", una delle società facenti capo a Giuseppe Amato. 

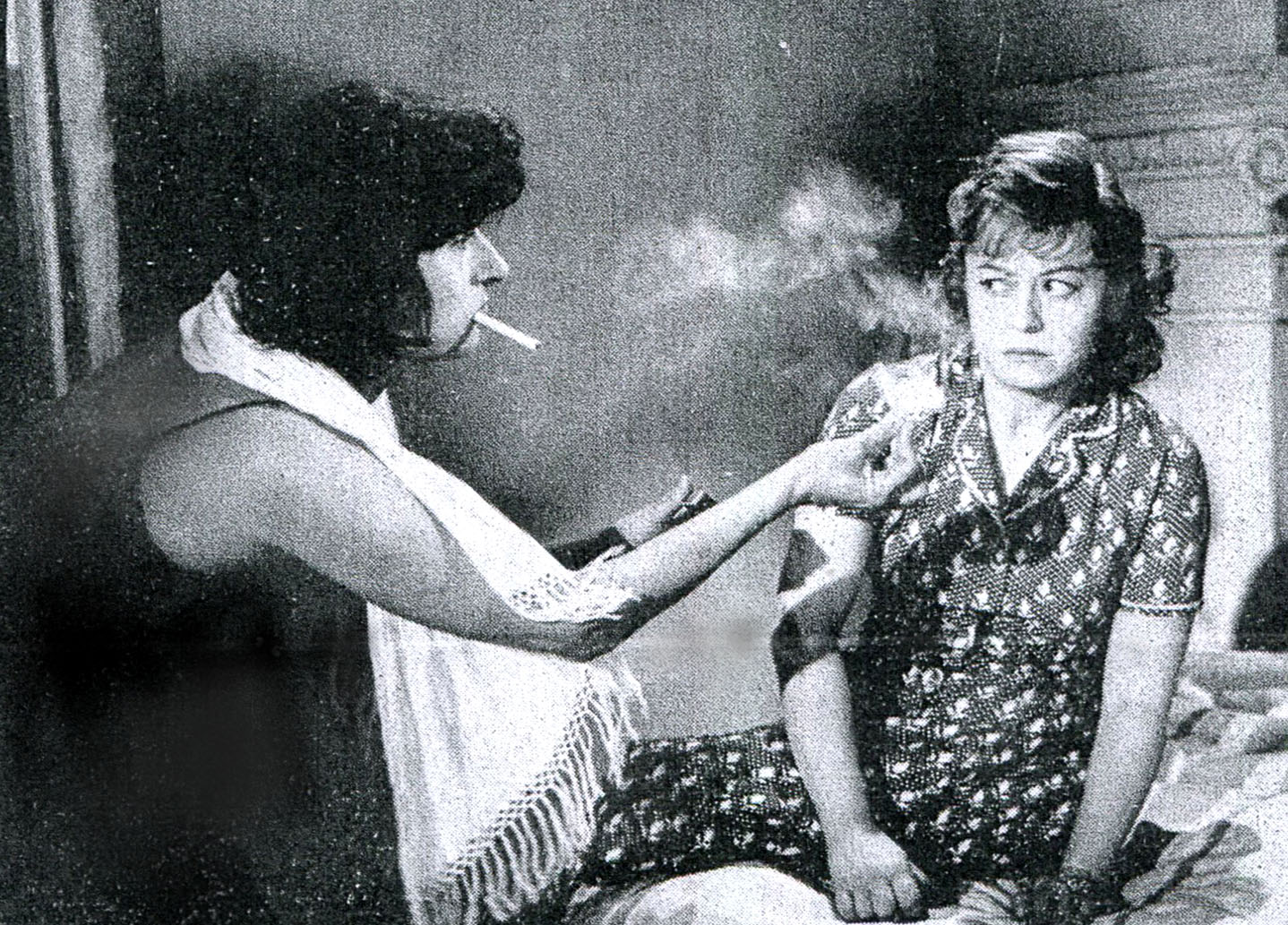
Anna Magnani e Giulietta Masina

La "Riama" restò in attività solo per un altro anno, il 1959, ma in quel breve periodo produsse titoli come La dolce vita e Un maledetto imbroglio.
Il film diretto da Castellani rappresentò inoltre una delle numerose opere italiane co-prodotte con la Francia, secondo una prassi comune del tempo, legata anche al primo accordo internazionale siglato dai due Paesi sin dall'immediato dopoguerra ed è stato  uno dei pochi film del dopoguerra (altri sono, ad esempio Paisà o Bellissima), edito senza doppiaggio, ma con il sonoro della presa diretta originale.

### Interpreti
Inizialmente era prevista soltanto la Masina. recente protagonista de Le notti di Cabiria vincitore del premio "Oscar", alla quale si pensava di affiancare delle vere carcerate. Il produttore Amato, invece, avrebbe voluto le attrici Claudia Cardinale e Monica Vitti, oppure Silvana Mangano, ma dovette rinunciare a fronte di una esorbitante richiesta economica. Fu la Masina a proporre Anna Magnani la quale, accettando il ruolo, contribuì a formare un "cast" in cui erano presenti ben due premi Oscar. Ma tra le due attrici, diverse per temperamento, nacquero dei dissapori su molti aspetti della lavorazione - gli orari, il tipo di fotografia, le prove delle varie scene - che con fatica la produzione, il regista Castellani e la Cecchi d'Amico riuscirono a contenere. Contrasti che si aggravarono quando, in una intervista, Giulietta Masina accennò alla Magnani come a una «vecchia generazione» del cinema. Il risultato fu che Castellani dovette girare molte scene separatamente. In questi tempestosi contrasti divistici riuscì a farsi notare la diciannovenne, quasi esordiente, Cristina Gajoni, poi premiata ai "Nastro d'argento", che qualche commentatore riconobbe quale terza protagonista nonostante la presenza delle due attrici da "Oscar"

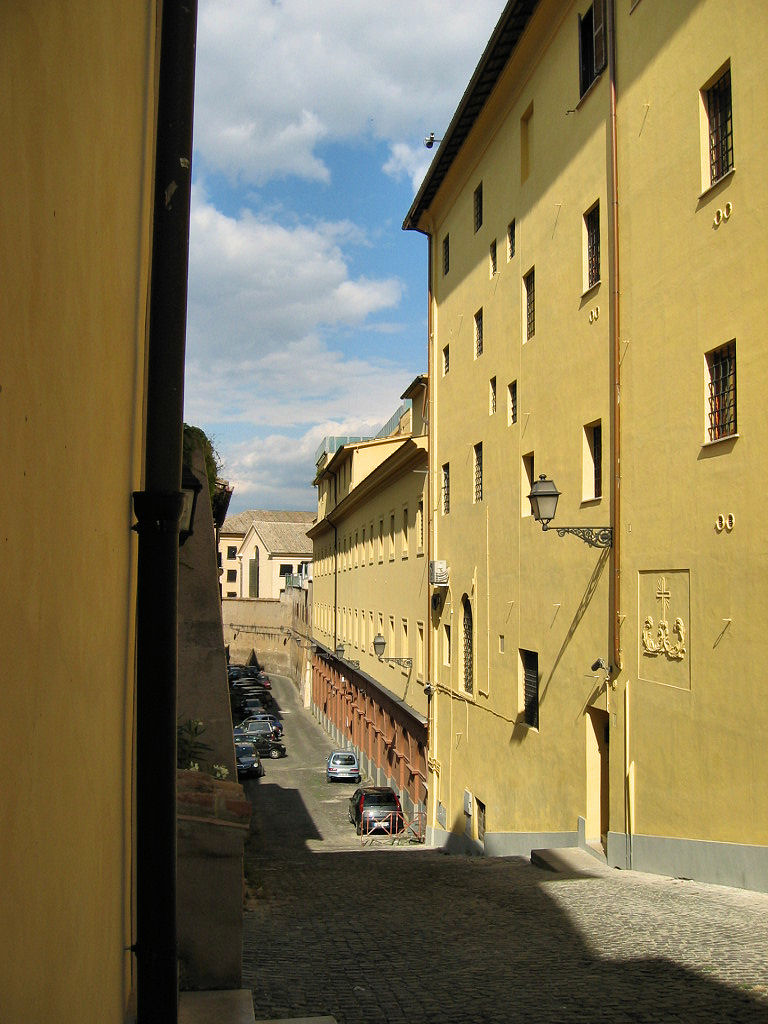
Il carcere delle Mantellate, nella omonima via di Roma, sul retro di Regina Coeli, dov'è ambientato il film

## Accoglienza

### Incassi
A fronte di commenti spesso favorevoli, Nella città l'inferno ebbe in Italia uno scarso risultato economico. Risulta infatti che il film di Castellani abbia incassato circa 347 milioni di lire., restando ben al di sotto, in termini commerciali, di pellicole coeve molto meno lodate e non superando così la metà di una "classifica" delle 114 opere di produzione italiana relative al 1959.. Non sono noti i risultati economici del film in Francia.

### Critica
Il film di Castellani uscì sugli schermi italiani alla fine di gennaio 1959, ottenendo in prevalenza critiche positive come quella di Filippo Sacchi che lo definì «un "match" alla pari tra Magnani/Egle e Masina/Lina» in quanto la Magnani domina la seconda parte della vicenda, mentre la Masina aveva ancora creato una delle sue ineffabili creature disarmate ed infantili, oppure quella di Mario Gromo, per il quale «il film spicca comunque nella nostra produzione per la sua solida accuratezza, per una regia che, di sequenza in sequenza, di inquadratura in inquadratura è sempre indiscutibile, e per un variegato, ottimo gruppo di attrici». Giudizi positivi anche del Messaggero con una «evidenza di espressione davvero magistrale nei particolari, nei contenuti, nei silenzi». Non mancarono però i detrattori: per Vittorio Spinazzola Nella città l'inferno sarebbe impostato secondo i logori schemi del romanzo sociale ottocentesco e romantico finendo per essere «soltanto un banale apologo melodrammatico e patetico», mentre, qualche anno più tardi Rondolino affermerà che il film soffriva di una sostanziale esilità senza riuscire a sviluppare un discorso approfondito e non consumistico.
In Francia, paese co-produttore, ci fu dapprima una presentazione "privata" organizzata a Parigi dalla Magnani in partenza per gli USA dov'era attesa per girare Pelle di serpente, con Marlon Brando ed in quella occasione si previde che il film avrebbe avuto successo nella programmata presentazione a Cannes. Ma i pronostici parigini non si avverarono, perché Nella città l'inferno (L'enfer dans la ville il titolo francese) fu accolto al festival con scarso entusiasmo. Anche se tutti i commentatori riconobbero il valore dell'interpretazione della Magnani, vi fu chi definì il carcere raffigurato nel film «senza alcun rapporto con una qualunque prigione esistente in Italia o altrove» e criticò la prevalenza di esigenze commerciali sul valore della "scuola italiana", a causa delle quali Castellani non avrebbe potuto fare quel che desiderava. Secondo Positif il film di Castellani lasciava troppo spazio alla capacità interpretativa delle due attrici, tralasciando il valore del racconto ed era «incurante del dramma delle persone, del contesto, della condizione sociale». Quell'anno a Cannes venne premiato un film italiano, ma fu Policarpo, ufficiale di scrittura, diretto da Mario Soldati.

## Riconoscimenti
- 1959 - David di Donatello
  - Miglior attrice protagonista a Anna Magnani
- 1960 - Nastro d'argento
  - Miglior attrice non protagonista a Cristina Gajoni
  - Nomination Miglior attrice protagonista a Anna Magnani
- 1960 - Grolla d'oro
  - Miglior attrice protagonista a Anna Magnani
- 1961 - Premio Sant Jordi
  - Miglior attrice straniera a Anna Magnani